# Masao Uchibori
Masao Uchibori (内堀 雅雄, Uchibori Masao) és un polític i buròcrata japonés, actual governador de la prefectura de Fukushima des del 12 de novembre de 2014. Anteriorment va esser vicegovernador d'en Yūhei Satō, governador de Fukushima entre 2006 i 2014 que va decidir no tornar-se a presentar a les eleccions. Com a governador de Fukushima, moltes de les seues polítiques s'han vist enfocades en la recuperació de la prefectura després del terratrèmol i tsunami del Japó del 2011 i de l'accident nuclear de Fukushima I, els quals van afectar molt a la prefectura. Actualment, a data de 2020, Uchibori està a la segona legislatura del seu mandat com a governador.